# Albert Adu Boahen
Albert Adu Boahen (* 24. Mai 1932 in Oseim, Ghana; † 24. Mai 2006; vollständiger Name: Albert Kwadzo Adu Boahen) war ein bekannter ghanaischer Historiker und liberaler Politiker.

## Leben
Er wurde in der Kleinstadt Oseim in der Ostprovinz (Eastern Region) von Ghana (damals noch Goldküste) als drittes von sieben Kindern einer Bauernfamilie geboren. Nach dem Besuch der Presbyterianischen Grundschule zog er zu seinem Onkel Joseph Boakye Danquah in die Provinz Juaben im Aschanti-Land. Der Onkel, zu diesem Zeitpunkt Anwalt und Politiker, ermöglichte dem Jungen den Besuch der weiterführenden Schule. Von 1947 bis 1950 besuchte Boahen die älteste und beste Oberschule der Kolonie, die Mfantsipim School, an der auch der spätere UN-Generalsekretär Kofi Annan seine Hochschulreife erwarb. Boahen erhielt die Zulassung zur Universität von Ghana (damals noch University College of the Gold Coast) in Legon, einem Stadtteil von Accra, und studierte dort bis 1956 Geschichte. Aufgrund seiner akademischen Leistungen erhielt er ein Stipendium für den Besuch der School of Oriental and African Studies an der Universität London. Dort erwarb er im Sommer 1959 als erster Afrikaner mit einer umfangreichen Untersuchung über die britische Politik gegenüber Nord- und Westafrika zwischen 1788 und 1861 den Doktorgrad. Die Dissertation war von so hoher Qualität, dass sie – im Gegensatz zu den meisten Doktorarbeiten an britischen Hochschulen – von einem renommierten Wissenschaftsverlag gedruckt wurde. Sie ist bis heute das Standardwerk für diese Phase der britischen Afrikapolitik. Zugleich leitete diese Arbeit eine Neubewertung des deutschen Afrikaforschers und Saharareisenden Heinrich Barth (1821–1865) ein, der bislang in Großbritannien kaum Beachtung gefunden hatte und in Deutschland in Vergessenheit geraten war und in der DDR als Vorkämpfer des Imperialismus eingeschätzt wurde.
Im Oktober 1959 wurde Boahen Dozent der neu gegründeten Universität von Ghana in Legon, Accra, die fortan seine akademische Heimat blieb. Zwischen 1967 und 1975 war er der erste afrikanische Leiter des Instituts für Geschichtswissenschaft. Eine Professur erhielt er allerdings erst 1971, unter der Regierung von Kofi Abrefa Busia. Die Vorenthaltung einer Professor dürfte sich unter anderem mit Boahens politischen Aktivitäten und seinen kritischen Äußerungen gegenüber den diktatorisch regierenden Machthabern in Ghana erklären. Im Jahr 1990 wurde er in den Ruhestand versetzt (emeritiert). Im Lauf seiner akademischen Karriere hatte er an der Universität von Ghana in Legon verschiedene wichtige Ämter innegehabt, unter anderem die Position des Vize-Kanzlers (Vice-Chancellor).
Im Lauf seiner Karriere nahm Boahen häufig Gastprofessuren wahr, so in Australien, Großbritannien, Westindien und vor allem in den USA (Columbia University, New York, und Johns Hopkins University, Baltimore). An der letztgenannten Universität wurde er 1985 damit beauftragt, die international renommierten “James S. Schouler Lectures” zu halten. Er referierte zum Thema „African Perspectives on Colonialism“. In Buchform wurden diese Vorlesungen ein geschichtswissenschaftlicher Klassiker. Für das von der „London School of Oriental and African Studies“ publizierte Fachorgan Journal of African History fungierte er als Mitherausgeber und Fachbeirat. Auch an afrikanischen Universitäten, vor allem in Nigeria und im Sudan, hatte Boahen Lehraufträge und wurde auch als externer Prüfer des „West African Examinations Council“ in anderen englischsprachigen Ländern der Region herangezogen. In Deutschland blieb Adu Boahen weitgehend unbekannt, da sein Kollege Joseph Ki-Zerbo mit seiner Gesamtgeschichte Afrikas im Jahre 1978 in Fachkreisen und auch bei einem breiteren Publikum schlagartig berühmt geworden war und ihn dadurch in der öffentlichen und wissenschaftlichen Aufmerksamkeit verdrängte.
Boahens erste wichtige Veröffentlichung war als Handbuch für Studenten englischsprachiger Universitäten in Afrika gedacht, wurde aber schnell zum Handbuch für westafrikanische Geschichte überhaupt und erlebte mehrere überarbeitete Neuauflagen: Topics in West African History (1966 u. ö.) Im Jahre 1975 erschien The Revolutionary Years: West Africa Since 1800 (2. Auflage 1977). Überdies arbeitete Boahen, der in Legon unter anderem für die Lehrerausbildung zuständig war, an Schulbüchern mit, die auch in anderen Ländern des Commonwealth – so auch in Ländern der Karibik – als Lehrwerke eingeführt wurden.
Seit 1971 fungierte er als Berater der UNESCO für Fragen afrikanischer Geschichte. Einen Höhepunkt seiner wissenschaftlichen Laufbahn stellte 1983 die Berufung zum Präsidenten des internationalen Historikergremiums dar, das im Auftrag der Weltorganisation eine achtbändige Geschichte Afrikas von der Steinzeit bis zur Gegenwart herausgeben sollte. Der von Boahen betreute siebte Band der General History of Africa, der sich mit der kolonialen Herrschaft zwischen 1880 und 1935 befasst, wird in Fachkreisen als der am besten redigierte Teil der Reihe bezeichnet. Für seine wissenschaftliche Leistung bei diesem Mammutprojekt erhielt Boahen die „Avicenna-Medaille“.
Boahen gründete 1996 einen eigenen Wissenschaftsverlag (Sankofa), in dem er 1997 ein Werk über die Bedeutung der Mfantsipim School in der ghanaischen Geschichte und 2003 eine Darstellung der neueren Geschichte seines Heimatlandes von 1876 bis 1976 veröffentlichte. Seine letzte Veröffentlichung betraf den Krieg zwischen Briten und Aschanti von 1900 bis 1901. Für Mfantsipim and the making of Ghana. A Centenary History, 1876–1976 erhielt er 1997 den Noma-Preis für afrikanische Literatur.

## Die politische Rolle
Adu Boahen gehörte der Generation von ghanaischen Intellektuellen an, die die Unabhängigkeit der Goldküste angestrebt hatten und in Persönlichkeiten wie Kwame Nkrumah und Joseph Boakye Danquah ihre politischen Leitbilder sahen. Boahen verstand sich daher stets als politischer Historiker, der sich allerdings weigerte, mit dem Strom zu schwimmen. So gehörte er zu den wenigen afrikanischen Historikern der Zeit um 1960, die ihre Aufgabe nicht darin sahen, ein idyllisches Bild der afrikanischen Vergangenheit vor dem Zeitalter des Kolonialismus zu zeichnen. So lehnte er den von seinem Onkel Joseph Danquah und Kwame Nkrumah vertretenen Ghana-Mythos ab, nach dem das moderne Ghana aus dem mittelalterlichen Gana-Reich entstanden war und deshalb eine glorreiche Traditionslinie der afrikanischen Geschichte vollendete, auch wenn er die dahinter stehende Intention befürwortete, nämlich die Schaffung eines alle ethnischen Grenzen überschreitenden ghanaischen Nationalbewusstseins. In einem wenig bekannten Artikel über die Geschichte des Sklavenhandels, der in einer von Studenten herausgegebenen Zeitschrift erschien, betonte er die aktive Rolle, welche die Afrikaner selber beim Menschenhandel gespielt hatten. Dies brachte ihm bei jungen Historikern, die die Geschichte der afrikanisch-europäischen Beziehungen ausschließlich als eine Geschichte der kolonialen Verbrechen interpretierten, lautstarke Proteste ein.
Geprägt durch seinen Onkel plädierte Boahen für ein parlamentarisches System nach britischem Vorbild und größtmöglicher politischer Freiheit des Individuums. Schon Mitte der 1960er Jahre ging Boahen auf Konfrontationskurs mit Kwame Nkrumah. Zwar zollte er dessen Bemühungen um nationale Einheit und die Förderung des Bildungssystems seinen Respekt, ging aber angesichts der autokratischen Herrschaftsform, der marxistischen Tendenzen und des ausgeprägten Personenkults auf Distanz und gehörte noch lange Jahre zu den schärfsten Kritikern des Staatsgründers, selbst als dieser bereits gestürzt (1966) und im rumänischen Exil verstorben (1972) war. Boahen folgte in seiner Opposition seinem Onkel Joseph Danquah, der 1965 ohne gültiges Gerichtsurteil verhaftet wurde und unter nie geklärten Umständen im Gefängnis starb.
Boahen unterstützte die bürgerlich-liberale Regierung von Busia, der aber 1972 von General Acheampong gestürzt wurde. Unter Busia bekleidete der Historiker zeitweise auch den Posten des Leiters der ghanaischen Nachrichtenagentur. Nach dem Sturz Busias folgten sieben Jahre korrupter Militärdiktatur. Während dieser Zeit wurde Boahen mehrfach wegen regimefeindlicher Äußerungen und seiner Aktivitäten im „People’s Movement for Freedom and Justice“ verhaftet. Den ersten Militärputsch junger Offiziere vom April 1979, der von dem Luftwaffenleutnant Jerry Rawlings angeführt wurde, hatte Boahen als Möglichkeit, die Korruption im Lande auszutilgen, begrüßt. Vor den Parlamentswahlen in der zweiten Jahreshälfte wechselte Boahen von der Progress Party (PP) zur United National Convention. Die Wahlniederlage des sicheren Favoriten PP wurde Boahen angelastet.
In den Jahren der zweiten Militärdiktatur unter Jerry Rawlings stand Boahen wiederum in Opposition zu einem Regime, das seinen Vorstellungen von Demokratie nicht entsprach. Er wurde zwar mehrfach Zielscheibe von Bespitzelung durch die Polizei, aber angesichts der internationalen Bedeutung als Wissenschaftler blieb Boahen von Verhaftungen und anderen Einschüchterungsmaßnahmen verschont. Im Februar 1988 hielt er drei Vorträge vor der „Ghana Academy of Arts and Sciences“, die in den Räumen des British Council tagte, weil dieser Versammlungsort relative Sicherheit vor der Störung durch die Polizei boten. Der Titel der Vorträge lautete: “The Ghanaian Sphinx: Reflections on the Contemporary History of Ghana, 1972–1987”. In seinen Ausführungen griff der Historiker die Militärdiktatur an und bezeichnete sie als ein Monster, das wie die Sphinx der antiken Sagenwelt die Menschen auffresse, aber trotzdem unweigerlich untergehen müsse. Das Buch mit den Vorträgen erschien noch im selben Jahr, und es brach die „Kultur des Schweigens“, wie die Atmosphäre unter dem Militärregime bezeichnet wurde, nachhaltig auf. Politische Beobachter erklären im Nachhinein, dass Boahens Vorträge indirekt die „zweite Unabhängigkeit Ghanas“ in Gang setzten. Die Schwäche des Regimes zeigte sich bereits in der Tatsache, dass Boahen nicht, wie erwartet, verhaftet, sondern nur mit einem Vorlesungsverbot belegt und in seinem Geburtsort weit weg von Accra unter Polizeiaufsicht gestellt wurde. Trotzdem gelang es Boahen und anderen Gegnern der Militärs, große Teile der Bevölkerung hinter sich zu versammeln und 1990 das „Movement for Freedom and Justice“ wieder ins Leben zu rufen.
Nach der allmählichen Wiedereinführung demokratischer Verhältnisse und der Wiederzulassung von Parteien wurde Boahen von seiner New Patriotic Party (NPP), die vornehmlich die Interessen des Mittelstands vertrat, als Kandidat für das Amt des Staatspräsidenten aufgestellt, verlor aber 1992 in einer umstrittenen Wahl gegen seinen Widersacher Jerry Rawlings, der sich als Kandidat der National Democratic Congress Partei hatte aufstellen lassen. In den folgenden Jahren kam es zu heftigen innerparteilichen Konflikten, die Boahens Position schwächten und dazu führten, dass er 1998 bei der Aufstellung des Spitzenkandidaten für die Präsidentschaftswahlen seinem Gegenkandidaten John Agyekum Kufuor unterlag, der die Partei im Jahr 2000 zum Sieg führte und Staatspräsident wurde. Verschiedentlich wurde Boahen vorgeworfen, dass er keine politische Führungspersönlichkeit, sondern eher ein politischer Visionär oder Dogmatiker sei.

## Lebensende
Nach seiner Emeritierung im Jahr 1990 widmete sich Boahen nicht nur verstärkt der Politik, sondern auch der Landwirtschaft. Er erwarb eine Farm, auf der er Kakao und andere landestypische Produkte anbaute, gleichzeitig aber für die Interessen der ghanaischen Kleinbauern eintrat. Der Historiker Adu Boahen arbeitete in seinen letzten Lebensjahren an einer Gesamtdarstellung der Geschichte Ghanas und an einem Buch über seine Heimatregion Dwaben (Juaben). Beide Werke blieben unvollendet, da Boahen nach einem Schlaganfall im Jahre 2002 dauerhaft bettlägerig krank war. Zu seinen Ehren erschien 2003 eine Festschrift unter dem Titel Ghana in Africa and the World. Sie wurde von dem nigerianischen Historiker Toyin Falola veröffentlicht. Zwei Jahre später folgte ein Adu Boahen Reader mit Auszügen aus den wichtigsten Werken des Ghanaers.
Adu Boahen starb am Abend seines 74. Geburtstags in einem Militärkrankenhaus in Accra. Zu den Trauergästen gehörte auch sein langjähriger Widersacher Jerry Rawlings. Postum wurde ihm die höchste Auszeichnung des Landes, der „Order of the Star of Ghana“ verliehen. Am 6. Juli 2006 wurde Adu Boahen mit einem Staatsakt geehrt.

## Worterklärungen
Der Namensbestandteil „Kwadzo“ stammt nicht aus dem Akan, sondern aus der Ewe-Sprache, die in der Ostregion Ghanas weit verbreitet ist. Offenbar war die Mutter des Historikers eine Angehörige der Ewe. Er selbst nannte sich meistens nur Adu. In seinen Büchern und Artikeln hieß er stets A. Adu, was typisch für europäisch gebildete Ghanaer bzw. Westafrikaner ist, die den christlichen bzw. europäischen Namensbestandteil gern zu Gunsten des zweiten, stets traditionellen Namens abkürzen. So heißt Boahens bekannter nigerianischer Historikerkollege mit vollem Namen Jacob Festus Ade Ajayi, nennt sich jedoch stets J. F. Ade Ajayi. Selbiges trifft auch auf K(enneth) Onwuka Dike zu, der als erster Ghanese überhaupt in Großbritannien im Fach Geschichte promoviert wurde.
Der Name von Boahens Verlag „Sankofa“ ist ein Begriff aus der Akan-Sprache und bedeutet frei übersetzt „Respekt vor den Ahnen“.

## Schriften
- Britain, the Sahara and the Western Sudan, 1788–1861. Clarendon Press, Oxford 1964, (Boahens Dissertation).
- Topics in West African History. Longmans, London 1966 (und öfter; 2nd ed. Longman, Harlow 1986, ISBN 0-582-58504-X).
- mit James B. Webster: The Revolutionary Years. West Africa since 1800. Longmans, London 1967 (und öfter; New edition, with Michael Tidy. ebenda 1980, ISBN 0-582-60332-3).
- Ghana. Evolution and Change in the Nineteenth and Twentieth Centuries. Longman, London 1975, ISBN 0-582-60065-0.
- Politics in Ghana, 1800–1874. In: Jacob F. Ade Ajayi, Michael Crowder (Hrsg.): History of West Africa. Band 2. Longman, London 1974, ISBN 0-582-64519-0, S. 167–260.
- African Perspectives of Colonialism (= The Johns Hopkins Symposia in Comparative History. 15). Hopkins University Press, Baltimore MD u. a. 1987, ISBN 0-8018-3456-2.
- als Herausgeber: L' Afrique sous domination coloniale, 1880–1935 (= Histoire Générale de l'Afrique. 7). UNESCO u. a., Paris 1987, ISBN 92-3-201713-X (Englische Ausgabe: Africa under Colonial Domination 1880–1935 (= General History of Africa. 7). Heinemann u. a., London u. a. 1985, ISBN 0-435-94813-X).
  - L'Afrique face au défi colonial. S. 21–38, (Africa and the colonial challenge. S. 1–18).
  - mit M'Baye Gueye: Initiatives et résistances africaines en Afrique occidentale de 1880 à 1914. S. 137–170, (African initiatives and resistance in West Africa, 1880–1914. S. 114–148).
  - La politique et le nationalisme en Afrique occidentale, 1919–1935. S. 669–694, (Politics and nationalism in West Africa, 1919–35. S. 624–647).
  - Le colonialisme en Afrique : impact et signification. S. 837–864, (Colonialism in Africa: its impact and significance. S. 782–809).
- The Ghanaian Sphinx. Reflections on the Contemporary History of Ghana, 1972–1987 (= The J. B. Danquah Memorial Lectures. 21, ZDB-ID 757463-0). Ghana Academy of Arts and Sciences, Accra 1989.
- Mfantsipim and the making of Ghana. A Centenary History, 1876–1976. Sankofa Educational Publishers, Accra 1996, ISBN 9988-76311-5.
- Yaa Asantewaa and the Asante-British War of 1900–1. Subsaharan Publishers u. a., Accra u. a. 2003, ISBN 9988-550-99-5.
- als Herausgeber mit Emmanuel Akyeampong, Nancy Lawler, T. C. McCaskie und Ivor Wilks: „The History of Ashanti Kings and the Whole Country Itself“ and other Writings by Otumfuo, Nana Agyeman Prempeh I (= Fontes Historiae Africanae. NS 6). Oxford University Press, Oxford u. a. 2003, ISBN 0-19-726261-9.
  - Agyeman Prempeh in the Seychelles, 1900–1924. S. 21–42.
- Africa in the Twentieth Century. The Adu Boahen Reader. Edited by Toyin Falola. Africa World, Trenton NJ 2005, ISBN 1-59221-297-2.

Festschrift zu Ehren von Adu Boahen:
- Toyin Falola (Hrsg.): Ghana in Africa and the World. Essays in Honor of Adu Boahen. Africa World Press, Trenton NJ 2003, ISBN 1-59221-069-4.

## Ehrungen
- Order of the Star of Ghana